# Eulophus trachalus
Eulophus trachalus är en stekelart som beskrevs av Walker 1839. Eulophus trachalus ingår i släktet Eulophus och familjen finglanssteklar. Inga underarter finns listade i Catalogue of Life.